# Čižice
Obec Čižice se nachází v okrese Plzeň-jih, kraj Plzeňský. Čižicemi protéká řeka Úhlava. Žije zde 558 obyvatel.

## Historie
První zmínka o Čižicích je z roku 1115.
V letech 1850–1920 a v letech 1960–1990 k obci patřil Štěnovický Borek a v letech 1960–1990 také Nebílovský Borek.

## Pamětihodnosti
- Kaple svatého Vojtěcha a pamětní kříž
- Pomník spoluobčanům, kteří padli za první světové války

## Významní rodáci
- Antonín Pech (1874–1928) – jeden z průkopníků české kinematografie